# Centraal-Jakarta
Centraal-Jakarta  (Indonesisch: Jakarta Pusat) is een gemeente van Jakarta, Indonesië. Het heeft een oppervlakte van 48,17 km², de kleinste van de in totaal 6 gemeenten in Jakarta. De huidige burgemeester is Sylviana Murni.
Jakarta Pusat wordt omgeven door Jakarta Utara in het noorden, Jakarta Timur in het oosten, Jakarta Selatan in het zuiden en Jakarta Barat in het westen.

## Onderdistricten
Jakarta Pusat is onderverdeeld in acht onderdistricten (kecamatan):
- Gambir
- Tanah Abang
- Menteng
- Senen
- Cempaka Putih
- Johar Baru
- Kemayoran
- Sawah Besar